# Ерік Макморді
Александер «Ерік» Макморді (англ. Alexander "Eric" McMordie, нар. 12 серпня 1942, Белфаст) — північноірландський футболіст, що грав на позиції півзахисника, зокрема за «Мідлсбро», а також національну збірну Північної Ірландії.

## Клубна кар'єра
Починав грати у футбол у рідному Белфасті. У 15-річному віці разом із Джорджем Бестом був запрошений на оглядини до «Манчестер Юнайтед», звідки обидва вже за декілька днів скучили по дому і повернулися. Невдовзі керівництву «червоних дияволів» вдалося умовити талановитішого Беста, знову попрямувати до Манчестера, де він врешті-решт виріс у головну зірку команди. Макморді ж лишився удома, продовживши грати у футбол за місцеву команду «Дандела».
1964 року знову був запрошений до Англії, проте до значно скромнішого «Мідлсбро», за головну команду якого дебютував у 1965. Відіграв за команду протягом дев'яти сезонів 241 гру у Другому дивізіоні. Довгий час був стабільним гравцем стартового складу, доки прихід до команди у 1972 році Грема Сунеса не скоритив його ігровий час. Коли ж наступного року команду очолив Джек Чарльтон, Макморді взагалі припинив потрапляти до її складу, адже новий головний тренер бачив у лінії півзахисту Сунеса, Боббі Мердока і Девіда Армстронга. Тож вихід команди до Першого дивізіону за результатами сезону 1973/74 відбувся фактично без його участі.
Наприкінці 1974 року був відданий в декількамісячну оренду до друголігового «Шеффілд Венсдей», за який встиг провести лише 9 ігор. При цьому забиті ним у цих матчах 6 голів зробили Макморді найкращим бомбардиром «Венсдей» у сезоні. Клуб був зацікавлений у переході гравця на умовах повноцінного контракту, проте не зумів домовитися з ним про його умови.
Натомість 1975 року Макморді перейшов до «Йорк Сіті», який за рік втратив місце у Другому дивізіоні, а ще через півроку гравець залишив і цю команду.
Завершував ігрову кар'єру у команді «Гартлпул Юнайтед», до якої приєднався наприкінці 1976 року і де вже на початку сезону 1978/79 оголосив про завершення виступів на полі.

## Виступи за збірну
1968 року дебютував в офіційних матчах у складі національної збірної Північної Ірландії.
Загалом протягом п'ятирічної кар'єри у національній команді провів у її формі 21 матч і забив 3 голи.